# Илинка Митрева
Илинка Митрева (на македонска литературна норма: Илинка Митрева) е учен и политик от Социалдемократическия съюз на Македония, министър на външните работи в правителството на СДСМ от 2002 година до 2006 година. Илинка Митрева е първата жена – министър на външните работи на Република Македония.

## Биография
Митрева е родена на 11 февруари 1950 г. в Скопие. Произхожда от уважаван български род от Охридско. Дядото на Илинка Митрева - Анастас Митрев, е роден в Охридско и е един от най-популярните за времето си български учители в диоцеза на Българската екзархия. Бащата на Илинка Митрева - Димитър Митрев е приеман за създател на македонската литературна критика и теория. Той е създател на катедрата по Южнославянска литература към Скопския университет. В цялото си научно творчество и в преподавателската си дейност Митрев защитава принципа на социалистическия реализъм, който е в основата и на книгата му „Теория на литературата“. Анастас Митрев и синът му Димитър се преместват да живеят в Югославия от София през 1947 г.
Илинка Митрева е омъжена за художника Илия Пенушлиски (син на Кирил Пенушлиски), с когото имат едно дете. Говори френски, английски и италиански език.

### Научна работа
Митрева завършва Филологическия факултет на Скопския университет през 1973 г. с романска филология. Завършва магистратура във Филологическия факултет на Белградския университет и защитава докторат в областта на френската литература отново в Скопския университет. Преподавател във Филологическия факултет на Скопския университет от 1974 г., където работи последователно като младши асистент, доцент и ръководител (1999-2001) на Катедрата за романски езици и литература на Филологическия факултет в Скопие. Професор е по френска литература на Катедрата за романски езици и литература от 23 ноември 2001 до 31 октомври 2002 г. Митрева е автор на множество научни трудови.

### Политическа кариера
Илинка Митрева има богата и продължителна политическа кариера. Още през 1991 г. става член на председатетелството на СДСМ и председател на Комисията за външна политика на СДСМ. Впоследствие е избирана за депутат в Събранието на Република Македония в изборите през 1994, 1998, 2002 и 2006.
От 1997 до 1999 г. става председател на градската организация на СДСМ за столицата Скопие.
В периода 1998-2002 е член на парламентарни комисии и делегации: Комисия за външна политика, Комисия по образование и наука; Комисия по култура; Делегация на Събранието на Република Македония в Централноевропейската инициатива (ЦЕИ); Парламентарна група на Република Македония за сътрудничество с Европейския парламент, в това време е и парламентарен говорител по външните работи на СДСМ.
В периода 1994-1998 е член парламентарни комисии и делегации: Председател на Комисията за външна политика политика; Ръководител на Делегацията на Събранието на Република Македония в ЦЕИ; Председател на Парламентарната група на Република Македония за сътрудничество с Европейския парламент.
Д-р Илинка Митрева е избирана на два пъти за министър на външните работи на Република Македония, за кратко от 13 май 2001 до 30 ноември 2001 г. и впоследствие от 1 ноември 2002 до 26 август 2006 г.
През 2003 г. Митрева става Подпредседател на Социалдемократическия съюз на Македония (СДСМ). 